# ХШК Посушие
ХШК „Посушие“ (на босненски: Hrvatski športski klub Posušje) или просто „Посушие“ е босненски футболен клуб от град Посушие, Западнохерцеговски кантон. Участва във Висшата лига на Босна и Херцеговина.

## История
Клубът е основан на 1 юли 1950 г. като „Зидар“.  От 1963 г. носи името „Боксит“, а настоящото име датира от 90-те години на XX век.
През 1999 и 2000 г. отборът на етническите хървати печели два пъти в първенството на етническите хървати на Босна по това време.
Домакинските си мачове отборът провежда на „Мокри Долац“, чийто капацитет е 8000 места.
През сезон 2017/18 „Посушие“ печели южната група на Втора лига на Босна и Херцеговина и се класира за плейофите за промоция.
След края на сезон 2020/21, клубът се изкачва във Висшата лига.

## История на имената на клуба
| Години      | Име                    |
| ----------- | ---------------------- |
| 1950 – ?    | Зидар NK Zidar         |
| ? – 1963    | Младост NK Mladost     |
| 1963 – 1993 | Боксит NK Boksit       |
| 1993 –      | ХШК Посушие NK Posušje |

## Клубни успехи
- Висша лига на Босна и Херцеговина:
  - 5-то място (1): 2023/24
- Втора лига на Босна и Херцеговина:
  -  Второ място (2): 2017/18 (юг), 2019/20 (юг)
- Първа лига на Херцеговина-Босна:
  -  Шампион (2): 1998/99, 1999/2000
- Купа на Босна и Херцеговина:
  - 1/2 финал (2): 2000/01, 2007/08